# Tricentrogyna deportaria
Tricentrogyna deportaria là một loài bướm đêm trong họ Geometridae.